# Паркове

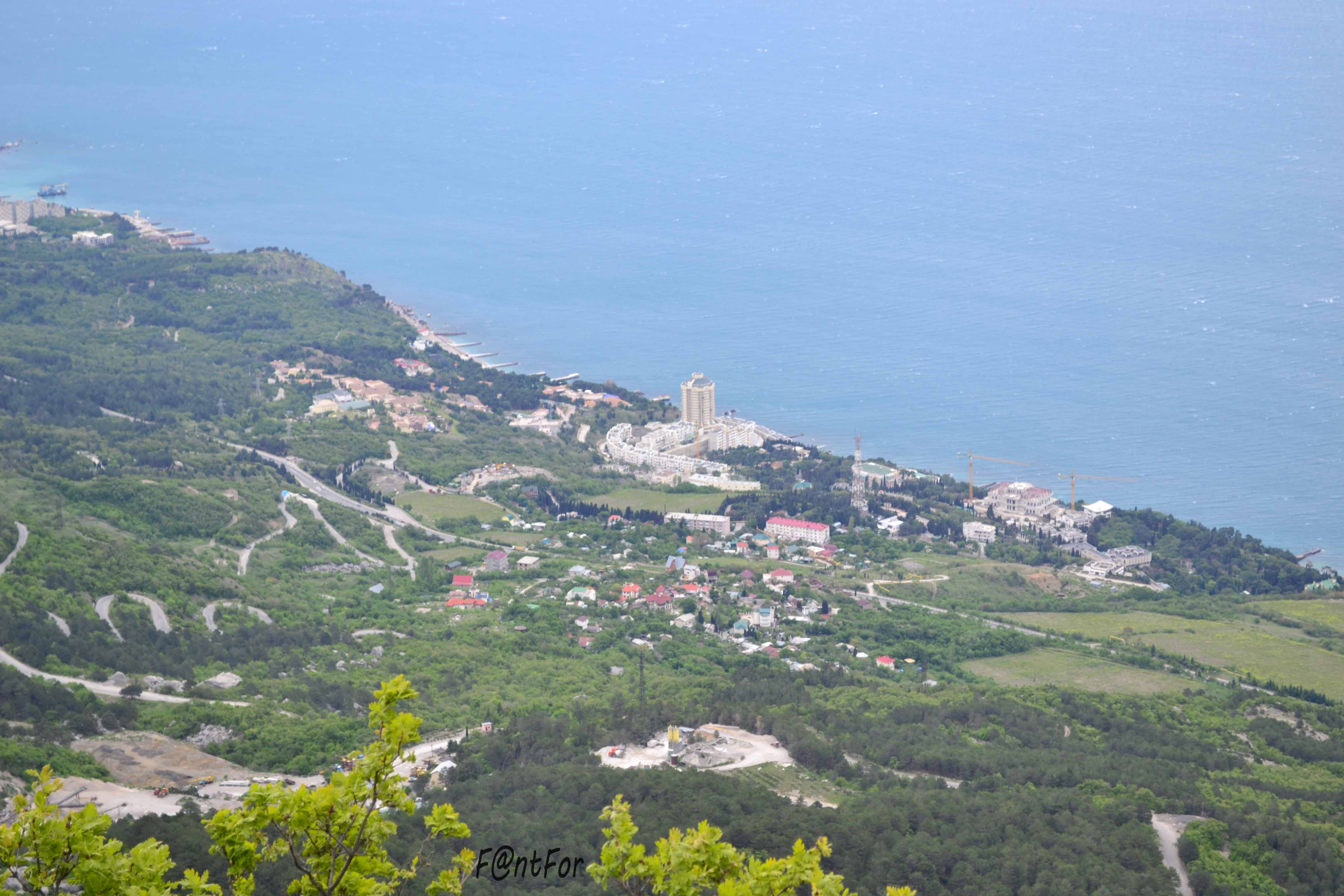
Паркове

Па́ркове (до 1950-х — Нови́й Кючюкко́й; Яни́-Кучюкко́й, крим. Yañı Küçükköy) — селище в Україні, у складі Ялтинського району Автономної Республіки Крим. Розташоване в 8,5 км. на захід від смт Сімеїз; входить до складу Сімеїзької селищної ради.
Селище розділене на дві частини шосе Севастополь—Феодосія. У північній його частині знаходиться старе поселення, а в нижній — приморська курортна зона.

## Населення
близько 500 чоловік, з яких росіян — 70 %, українців — 30 %.

## Історія
Село Кючюккой (з кримськотатарської — «маленьке село», küçük — маленький, köy — село) — північна частина селища, існує досить давно. Зустрічається воно в Камеральному описі Криму 1784 року, складеному відразу після анексії Криму Російською імперією.
У селі Кючюккой знаходилася дача російського письменника А.Чехова. Тут бував О. Горький. Наприкінці XIX столітті біля Кючюккоя було побудоване нове дачне селище під назвою Новий Кючюккой.
Після депортації кримських татар села Кючюккой та Новий Кючюккой перейменували відповідно у Бекетове та Карповку (на ім'я лікаря П.Карпова).
У 1971 році селища Бекетове, Жуковка та Карповка були об'єднані під новою назвою Паркове — на честь паркового ансамблю, розташованого в колишньому маєтку мецената і колекціонера Я.Жуковского. Будинок був побудований в 1905 р. за планом B.Сергеєва за участю архітектора А.Померанцевої. Він займає 6 га, його розтинають сходи, обрамлені кипарисами.
Парк прикрашають скульптури А.Матвеєва: «Пробудження» (1907), «Засинаючий хлопчик» (1908), «Купальщиця» (1910–1911), «Задумливість» (1906), що «Одягає панчоху» (1911), «Задумливий хлопчик», «Сплячі хлопчики» (1907), «Сидячий хлопчик» (1909). Копія останньої скульптури встановлена на могилі А.Матвєєва на Новодевічьем кладовищі.
Під час другої світової війни майже всі скульптури загинули. Лише окремі фрагменти оригіналів збереглися в Російському музеї (Санкт-Петербург). По ним, а також по копіях, в 60-і рр. учні скульптора відновили роботи свого вчителя.
На місці маєтків Матвєєва і Карпова нині побудований курортний комплекс пансіонату «Криворізький гірник».
У селищі також розташовані санаторій МВС України і пансіонат «Славутич».